# 1TYM
1TYM (hangul: 원타임) var ett sydkoreanskt pojkband bildat 1998 av YG Entertainment och som upplöstes 2005.
Gruppen bestod av de fyra medlemmarna Jinhwan, Teddy, Baekkyoung och Danny.

## Medlemmar
| Artistnamn       | Artistnamn | Födelsenamn      | Födelsenamn | Födelsedatum      |
| Romanisering     | Hangul     | Romanisering     | Hangul      | Födelsedatum      |
| ---------------- | ---------- | ---------------- | ----------- | ----------------- |
| Oh Jin-hwan      | 오진환     | Oh Jin-hwan      | 오진환      | 6 juli 1978       |
| Teddy            | 테디       | Park Hong-jun    | 박홍준      | 14 september 1978 |
| Song Baek-kyoung | 송백경     | Song Baek-kyoung | 송백경      | 12 april 1979     |
| Danny            | 대니       | Im Tae-bin       | 임태빈      | 6 maj 1980        |

## Diskografi

### Album
| Albuminformation                                                | Topplacering          |
| Albuminformation                                                | Sydkorea (Gaon Chart) |
| --------------------------------------------------------------- | --------------------- |
| One Time for Your Mind (Studioalbum) - Släppt: 28 november 1998 | —                     |
| 2nd Round (Studioalbum) - Släppt: 22 april 2000                 | —                     |
| Third Time Fo Yo' Mind (Studioalbum) - Släppt: 13 december 2001 | —                     |
| Once N 4 All (Studioalbum) - Släppt: 26 november 2003           | —                     |
| One Way (Studioalbum) - Släppt: 2 november 2005                 | —                     |